# 石川県道・富山県道75号押水福岡線
石川県道・富山県道75号押水福岡線（いしかわけんどう・とやまけんどう75ごう おしみずふくおかせん）とは、石川県羽咋郡宝達志水町と富山県高岡市を結ぶ県道（主要地方道）である。

## 概要
能登地方最南部の宝達志水町と、富山県西部の高岡市とを能登半島最高峰である宝達山を経て結ぶ。実質的には、後述する現況から、集落間の移動に用いるものが主たるものである。宝達山をトンネルを用いずに横断する経路をとっている。

### 路線データ
- 起点：石川県羽咋郡宝達志水町森本[1]（押水森本交差点、石川県道59号高松津幡線交点）
- 終点：富山県高岡市福岡町下蓑梨木2348（大滝交差点・国道8号交点）

## 歴史
- 1960年（昭和35年）4月23日：富山県部分、路線認定。
- 1960年（昭和35年）10月15日：石川県部分、路線認定。
- 1969年（昭和44年）：町道宝達沢川線開通。
- 1975年（昭和50年）12月8日 - 主要地方道に昇格[2]。
- 1976年（昭和51年）1月24日 - 主要地方道への昇格が認可される[3]。
- 1993年（平成5年）5月11日 - 建設省から、県道押水福岡線が押水福岡線として主要地方道に指定される[4]。
- 2000年代：石川県側の宝達山へ至る経路が宝達志水町宝達地区（上野）から宝達山へ至るルートに変更。これにより、町道宝達沢川線が県道に昇格。
- 2009年（平成22年）：宝達志水町免田にあった起点を現在の位置に変更。
- 2021年（令和3年）8月：大雨で宝達山中腹と頂上付近の2箇所で路肩が崩落し通行止めとなる（復旧は11月末頃だが冬季閉鎖となるため再開は2022年春になる見通し）[5]。

## 路線状況

### 重複区間
- 国道471号（石川県羽咋郡宝達志水町紺屋町 地内）
- 石川県道229号宝達今浜線（石川県羽咋郡宝達志水町河原 - 石川県羽咋郡宝達志水町山崎）
- 富山県道369号小野上渡線（富山県高岡市福岡町花尾 - 富山県高岡市五位）
- 富山県道32号小矢部伏木港線（富山県高岡市福岡町下向田 - 富山県高岡市土屋）

### 冬期閉鎖区間
- 石川県羽咋郡宝達志水町宝達 - 石川・富山県境 - 富山県高岡市福岡町沢川 13.6 km
  - 概ね12月中旬から翌年4月下旬まで閉鎖される。石川県側は宝達志水町宝達にある作業場から先、富山県側は高岡市福岡町沢川にある、当県道と接する集落末端の民家の先がそれぞれ実質的な冬期閉鎖区間となる。いずれも常設のゲートはなく、閉鎖期間中に通行止めの道路標識がついたトラ板つきのバリケードが各々の末端部に設置される。
  - 石川県側はかつて宝達志水町東間の集落奥にあるガレージ群から先が実質的な冬期閉鎖区間であった。なお、これらのガレージには宝達山山頂に設置されている国土交通省やNTTコミュニケーションズなどの無線中継局へ向かうための雪上車が各機関ごとに格納されており、当県道が冬期閉鎖中でも行き来できるようになっている。

## 地理
起点 - 宝達志水町紺屋町
起点は羽咋郡宝達志水町森本は、同町南部の集落で、当県道は起点で近年整備された河北縦断道路と接続している。また、起点より北北西の方向には国道159号押水バイパスや国道249号が通り、加賀地方と能登地方の交通の結節点に位置している。羽咋広域農道として整備された区間は、両側2車線（片側1車線）の幅員で、カーブのあるなだらかな坂を登っていく。
宝達志水町紺屋町 - 同町宝達
宝達志水町紺屋町よりわずかに国道471号と重複し、宝達川隧道（1926年竣工）を通る。このトンネルは、石川県内にある現役の道路用トンネルとしては、石川県道258号野崎向田線にある東隧道（1914年竣工）に次いで、2番目に古い。河原交差点より山崎まで石川県道229号宝達今浜線と重複する。重複している区間は舗装されているものの、幅員狭小な未改良区間であり、普通自動車でも行き違いが困難な区間もある。
かつては、同町紺屋町から宝達山へは、同町東間地区から前田川にそって宝達山を登っていたが、このルートは、土砂崩れによる通行止めが長期化し、復旧しないままであった。
宝達志水町宝達  - 富山県高岡市福岡町沢川
宝達山を横断する。宝達志水町宝達（上野）から宝達山山頂公園にかけては、長い坂道が続く。途中、ローリング族対策のためにグルービングやアスファルトでつくられた凹凸などが施されている。宝達山山頂公園からは県境にかけては両側1.5車線程度の幅員でアップダウンが続く。途中、河北郡津幡町に入るものの、町境を標す標識はなく、津幡町木ノ窪地区へ至る林道と接続する交差点に設けられた看板でのみ、津幡町域に入ったことを視認できる。県境を越えた最初の集落である富山県高岡市福岡町沢川地区からは幅員が両側2車線（片側1車線）に拡がる。この沢川地区は富山県側だけでなく、石川県側にも同名の集落があるものの（羽咋郡宝達志水町沢川）、石川県側の沢川集落が他の石川県側の集落と車道で結ばれていないことや、当区間が冬期間閉鎖されること、その他歴史的経緯から富山県側と一体的に機能している。
高岡市福岡町沢川 - 終点
五位ダムや花尾カントリークラブ下を通り、高岡市福岡町下向田で、富山県道32号小矢部伏木港線に突き当たり、暫く同路線と重複する。同市福岡町土屋交差点で右折して、富山県道32号小矢部伏木港線と別れ、土屋橋で小矢部川を渡り、終点の同市福岡町大滝交差点（国道8号交点）に至る。概ね両側2車線（片側1車線）の幅員が確保されている。

### 通過する自治体
- 石川県
  - 羽咋郡宝達志水町
  - 河北郡津幡町
  - 羽咋郡宝達志水町
- 富山県
  - 高岡市

### 交差する道路
- 石川県道59号高松津幡線（石川県羽咋郡宝達志水町森本[1]、起点）
- 国道471号（石川県羽咋郡宝達志水町紺屋町・押水放牧場前交差点）
- 国道471号（石川県羽咋郡宝達志水町紺屋町・紺屋町交差点）
- 石川県道229号宝達今浜線（石川県羽咋郡宝達志水町河原・河原交差点）
- 石川県道229号宝達今浜線（石川県羽咋郡宝達志水町山崎）
- 羽咋広域農道（石川県羽咋郡宝達志水町宝達）
- 富山県道369号小野上渡線（富山県高岡市福岡町五位）
- 富山県道369号小野上渡線（富山県高岡市花尾）
- 富山県道267号福岡宮島峡公園線（富山県高岡市福岡町西明寺）
- 富山県道32号小矢部伏木港線（富山県高岡市福岡町下向田）
- 富山県道32号小矢部伏木港線（富山県高岡市土屋）
- 富山県道266号岡笹川線（富山県高岡市福岡町福岡新）
- 国道8号・富山県道48号福光福岡線（富山県高岡市福岡町大滝、終点）

## 隣接する川
- 子撫川